# Hepatitis C
A hepatitis C vírusos fertőzés, amelyet a hepatitis C-vírus (HCV) okoz. A kórkép elsősorban a májat érinti, de a máj sokrétű funkcióinak károsításával az egész szervezet súlyos állapotba kerül, emellett a kórokozó más szervekben is elterjed és azokat is megbetegíti. Lappangási ideje 2-25 hét. A hepatitis C gyakran tünetmentes, a krónikus fertőzés azonban a máj hegesedéséhez, majd több év után májzsugorhoz vezethet. Egyes esetekben a májzsugorban szenvedő betegeknél májelégtelenség, májrák is kialakulhat, vagy - mivel a portális keringés akadályozott - (a portocavalis anastomozisok - a májkapugyűjtőér (vena portae) alsó nagy vénával (vena cava inferior) meglévő vékony falú összekötő erei) kitágulnak és megrepedhetnek a nyelőcsőben és a végbélben és vérzést okozhatnak. A nyelőcső vénatágulatainak vérzése nagyon gyakran halálos kimenetelű. A végbél aranyeres csomóiból bekövetkező vérzés viszont a portális keringés tehermentesítésével jó hatású is lehet.
A hepatitis C főként vérrel való érintkezés útján terjed intravénás droghasználat, nem steril orvosi eszközök alkalmazása, és vérátömlesztés során. Becslések szerint világszerte 130–170 millió ember fertőződött meg a hepatitis C-vírussal. A kutatók az 1970-es években kezdték el a HCV tanulmányozását és 1989-ben bizonyították a vírus létezését. Ismereteink szerint a vírus állatoknál nem, csak embereknél és csimpánzoknál okoz megbetegedést.
A hepatitis C abban hasonlít az A-hoz és a B-hez, hogy szintén vírusos májgyulladás, de lényeges tulajdonságaiban különbözik is azoktól. Behatóbb megismerése lényegében az utóbbi évek eredménye, és ez a megismerési folyamat ma is tart. Rengeteg még a megválaszolandó kérdés, ez magyarázza, hogy az irodalomban is nagyon sok az egymástól eltérő, vagy éppen ellentmondó adat, ahhoz hasonlóan, ahogy korábban a Hepatitis B is komoly gondokat okozott, de az orvostudományi kutatásoknak abban is sikerült igen jelentős eredményeket elérni, és az alapvető kérdéseket megoldani.
A HCV okozta megbetegedésben általánosan alkalmazott gyógyszer a peginterferon és a ribavirin. A kezelt betegek 50 és 80 közötti százaléka meggyógyul. A betegség előrehaladott szakaszában azonban, a májzsugorban vagy májrákban szenvedő betegek esetében májátültetésre lehet szükség. A műtét lehetővé teszi a beteg túlélését, de a vírus a szervátültetést követően általában visszatér. A hepatitis C-vírus ellen jelenleg nincs védőoltás a vírus rendkívüli változékonysága miatt.

## Tünetek

### Akut fertőzés
A hepatitis C csupán az esetek 15%-ában okoz akut tüneteket. A tünetek a leggyakrabban enyhék és nem körülhatároltak, beleértve az étvágycsökkenést, a fáradtságot, a hányingert, az izom- és az ízületi fájdalmakat, valamint a súlycsökkenést. Csak néhány esetben fordul elő, hogy az akut fertőzés sárgaságot okoz. A fertőzés az esetek 10 és 50 közötti százalékában kezelés nélkül is elmúlik, (vagy csak tünetmentessé válik?) fiatal nőknél gyakrabban, mint másoknál.

### Krónikus fertőzés

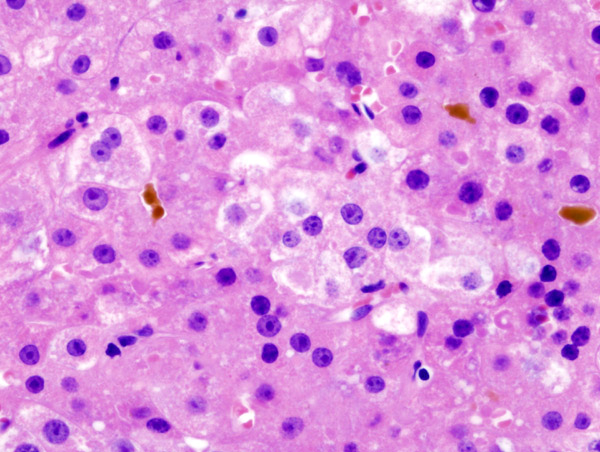
Hepatitis C okozta hepatocelluláris karcinóma

A vírusfertőzés az esetek nyolcvan százalékában krónikus megbetegedést alakít ki. A fertőzés első tíz évében a legtöbb beteg tünetszegény vagy tünetmentes, jóllehet a krónikus hepatitis C állandó, fokozott fáradékonysággal jár. A hepatitis C a több éven át fertőződött betegeknél a májzsugor és a májrák kialakulásának elsődleges oka. Magyarországon évente 2000 - 4000 beteg májzsugorának kialakulásáért és 600 májrákos esetért felelős a hepatitis C fertőzés.
A 30 évnél hosszabb ideig fertőzött betegek 10-30 százalékánál májzsugor alakul ki. A májzsugor előfordulásának gyakorisága nagyobb az alkoholistáknál, a férfiaknál, valamint azoknál a betegeknél, akiknél hepatitis B-vírussal vagy HIV-vel való fertőzés is fennáll. A májzsugorban szenvedő betegeknél a májrák kialakulásának valószínűsége hússzor nagyobb, évente 1-3%-os arányban. Az alkoholisták esetében a kockázat százszor nagyobb. A májzsugoros esetek 27%-át és a májrákos esetek 25%-át hepatitis C okozza.
A májzsugor a májhoz kapcsolódó (portális) vénák-ban fokozott nyomást idézhet elő és hasi vízgyülemhez (hasvízkór; ascites) vezethet, valamint a beteg hajlamosabb a véraláfutásra vagy a vérzésre, és a betegség, különösen a nyelőcsőben és a gyomorban visszértágulathoz, sárgasághoz (hepatocellularis icterus), valamint agykárosodáshoz (ami a megismerési funkciók zavarával jár; Hepaticus encephalopathia) vezethet.

### Májon kívüli hatások
A hepatitis C fertőzés ritkábban Sjögren-szindrómát (autoimmun betegség), thrombocytopéniát (a vérlemezkék normálisnál alacsonyabb száma), krónikus bőrbetegséget, cukorbetegséget vagy non-Hodgkin limfómát okozhat. A Hyde's prurigo nodularis-sal és a membranoproliferative glomerulonephritis-sel való feltételezett összefüggésről is beszámoltak, a Hepatitis C fertőzés szintén kapcsolatban áll a kevert cryoglobolinémiának nevezett állapottal, amely a kis és közepes nagyságú véredények gyulladása (azaz olyan vasculitis, amelyet cryoglobolint tartalmazó immunkomplexek lerakódása okoz

## Kiváltó okok

Hepatitis C fertőzés forrása az Egyesült Államokban. Az intravénás droghasználat az esetek 60%-áért felelős.

A hepatitis C-vírus kisméretű, burokkal rendelkező, egyszálú, pozitív irányú RNS-vírus. A Flaviviridae családon belül a Hepacivirus nemzetségbe tartozik. Hét főbb HCV genotípust különböztetünk meg. Az Egyesült Államokban az esetek 70%-át az 1-es, 20%-át a 2-es, 1%-át pedig a többi genotípus okozza. Az 1-es genotípus úgyszintén a leggyakoribb Dél-Amerikában és Európában.

### Terjedés
A fejlett országokban a fertőzés elsősorban intravénás droghasználat útján terjed. A fejlődő országokban a betegség főként vérátömlesztés és a nem biztonságos orvosi eljárások miatt alakul ki. A terjedés okaira az esetek 20%-ában nem derül fény, azonban feltételezik, hogy ezen esetek túlnyomó többsége az intravénás droghasználatnak tudható be.

#### Intravénás droghasználat
A világ sok részén a hepatitis C legfontosabb kockázati tényezője az intravénás drog használat. Egy 77 országra kiterjedő tanulmányban kimutatták, hogy 25 országban (köztük az Egyesült Államokban és Kínában) az intravénás droghasználók között a hepatitis C fertőzés aránya 60 és 80% közötti. Tizenkét országban ez az arány nagyobb, mint 80%. Világszerte tízmillió intravénás droghasználó fertőződhetett meg hepatitis C-vel, legtöbben Kínában (1,6 millió), az Egyesült Államokban (1,5 millió), és Oroszországban (1,3 millió). Az Egyesült Államokban a börtönlakók között 10-20-szor nagyobb a hepatitis C előfordulása, mint az átlagpopulációban. Tanulmányok szerint ez a magas kockázatú viselkedési formáknak – például az intravénás droghasználatnak és a nem steril eszközökkel végzett tetoválásnak – tudható be.

#### Kitettség egészségügyi ellátáskor
HCV-szűrés nélküli vérátömlesztés, vérkészítmény, és szervátültetés jelentősen növeli a fertőzés kockázatát. Kanadában 1990-ben, az Egyesült Államokban 1992-ben általános szűrést vezettek be. Azóta a fertőzés aránya 200 egységnyi vérre eső egy esetről (0,5%) 10 000 egységenként egy esetre, majd 10 000 000 egységenként egy esetre csökkent. Ez az alacsony kockázat továbbra is fennáll, mivel a potenciális véradó hepatitis C-vel való megfertőződése és a véradó pozitív vérvizsgálati eredményének a kimutatása között hozzávetőlegesen 11 és 70 nap közötti időszak van. Egyes országok a költségek miatt még mindig nem szűrnek hepatitis C-re. Magyarországon 1992. óta végeznek szűrővizsgálatokat a hepatitis C vírus ellen.
Amennyiben HCV-fertőzött személytől származó tűszúrás okozta sérülés jön létre, a megbetegedés esélye 1,8%. A kockázat nagyobb, ha a tű üreges és a szúrt seb mély. Fertőzés veszélye akkor is fennáll, ha a nyálkahártya vérrel érintkezik, ez a kockázat azonban alacsony. Nincs kockázat akkor, ha a vér ép bőrrel érintkezik.
Kórházi felszereléssel is közvetíthető a hepatitis C-vírus, mégpedig tű és fecskendő újbóli használatával, többször használatos injekciós ampullával, infúziós tasakkal és nem steril sebészeti felszerelés többszöri használatával. A világon Egyiptomban a legmagasabb a fertőzöttek aránya, ahol a HCV terjedése legfőképpen az orvosi és a fogorvosi létesítményekben alkalmazott nem megfelelő színvonalú szabványok (protokoll) használatával.
Nem mellékes, hogy a vérrel és szövetekkel kapcsolatba kerülő egészségügyi személyzet szintén a fokozott kockázati csoportba tartozik. Különösen eszméletlen betegen végzett sürgős beavatkozások esetén semmi garancia nincs arra, hogy a beteg nem Hepatitis C vírus fertőzött-e (amiről a hozzátartozók, sőt maga a beteg sem tud). Az általános védőfelszerelések sem jelentenek teljes védelmet, életveszélyes állapotban lévő beteg ellátásakor pedig sokszor a "beöltözésre" sincs idő. Különösen veszélyeztetett helyzetben vannak a fogászok, de más szakmák veszélyeztetettsége is komoly. Paradox módon éppen azokban a munkakörökben, ahol ez könnyen elkerülhető lenne, de nincsenek tudatában a fennálló kockázatnak.

#### Nemi érintkezés
Nem ismert, hogy a hepatitis C nemi úton terjed-e. Míg összefüggés van a magas kockázattal járó szexuális kapcsolat és a hepatitis C között, nem egyértelmű azonban, hogy a betegség a be nem ismert intravénás droghasználat vagy maga a nemi érintkezés útján terjed. A tények alátámasztják, hogy nem áll fenn kockázat azoknál a heteroszexuális pároknál, akik nem élnek nemi életet másokkal. Kockázatot jelent a végbélcsatorna belső felületének súlyos sérülését okozó nemi tevékenység - például az anális behatolás - vagy ha az érintkezéskor nemi úton terjedő fertőzés – többek között HIV-fertőzés vagy a nemi szervek fekélye - is fennáll. Az Egyesült Államok Veteránügyi Minisztériuma óvszer használatát javasolja a hepatitis C fertőzés elkerülésére azoknál, akiknek több partnere is van de nem javasolja azoknál, akiknek csak egy partnerrel van viszonyuk.

#### Tetoválás
A tetoválás elterjedésével két-háromszorosára nőtt a hepatitis C fertőzés veszélye. Ez a nem steril eszközök használatának vagy az alkalmazott festékek szennyeződésének tudható be. Az 1980-as évek közepe előtt alkalmazott, illetve a nem szakszerűen készült tetoválás vagy testékszer különös figyelmet érdemel, mivel abban a környezetben a steril eljárások nem megfelelő színvonalúak lehetnek. Úgy tűnik, a kockázat terjedelmes tetoválás esetén nagyobb. A börtönlakók közel fele használ közösen nem steril tetováló felszerelést. Engedéllyel rendelkező létesítményben készült tetoválást csak ritkán lehet közvetlen összefüggésbe hozni HCV fertőzéssel. A testékszerek (piercing) behelyezése szintén jár bizonyos kockázattal.

#### Vérrel való érintkezés
Az olyan tisztálkodási eszköz, mint a borotva, a fogkefe, a manikűr- vagy a pedikűrkészlet vérrel érintkezhet. Közös használatukkor HCV-kitettség veszélye áll fenn. Fokozott figyelemmel kell lenni a vágásra és az egyéb sérülésre vagy a vérzésre. A HCV nem terjed olyan mindennapos érintkezéssel, mint az ölelés, a csók vagy az evő- és főzőeszközök közös használata. (A fodrászoknál az AIDS miatt megtiltották a borotva használatát. Ez a Hepatitis C terjedésének korlátozására is szerencsés intézkedésnek bizonyult.)

#### Terjedés anyáról gyermekre
A hepatitis C terjedése fertőzött anyáról gyermekre a terhességek kevesebb, mint 10%-ában fordul elő. A kockázat csökkentésére semmilyen intézkedés nincs. A fertőzés a terhesség alatt vagy a szüléskor adható át. A hosszas vajúdás nagyobb fertőzési kockázattal jár. Nincs bizonyíték arra vonatkozóan, hogy a HCV szoptatás útján terjed; ennek ellenére a fertőzött anyának kerülnie kell a szoptatást, ha a mellbimbója kirepedt vagy vérzik, vagy ha az anya vírusterhelése magas.

## Diagnózis

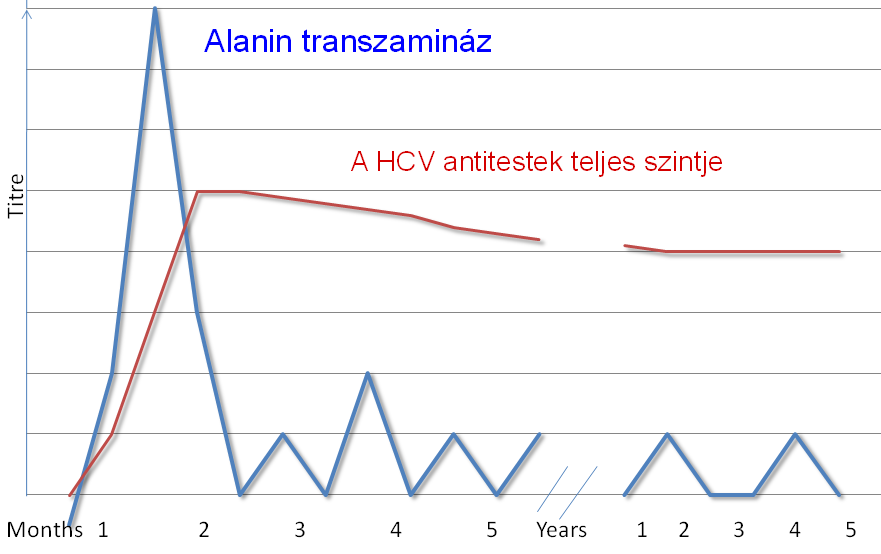
A hepatitis C fertőzés szerológiai profilja

A hepatitis C kimutatására alkalmazott vizsgálatok többek között: HCV elleni antitest, az ELISA, a Western blot és a HCV-RNS mennyiségi vizsgálata. A polimeráz-láncreakció (PCR) a fertőzés után egy-két héttel képes kimutatni HCV-RNS-t, míg az antitestek képződése és kimutatása között lényegesen hosszabb idő telhet el.
A korai diagnózist nyilván jelentősen megnehezíti az, hogy a tünetmentesség ill. a jellegtelen tünetek miatt a betegek nagy része nem is fordul orvoshoz. A későbbi diagnózis pedig már nagyon bekorlátozza a terápiás lehetőségeket. 
A krónikus hepatitis C olyan fertőzés, amelyben a hepatitis C-vírus több mint hat hónapig fennmarad; ezt az RNS jelenléte igazolja. Mivel a krónikus fertőzések jellemzően évtizedekig tünetmentesek maradnak, a klinikusok általában májfunkciós tesztek vagy a magasabb kockázatnak kitett személyek rutin szűrővizsgálata során fedezik fel. A teszt nem tesz különbséget az akut és a krónikus fertőzés között.

### Vérvizsgálat
A hepatitis C tesztelése jellemzően vérvizsgálattal kezdődik a HCV elleni antitestek minőségi meghatározásával rekombináns sejtekben, immunoblot eljárással (RIBA teszttel). Amennyiben ez a teszt pozitív, az immunteszt ellenőrzésére, valamint a súlyosság megállapítására második tesztet is elvégeznek. Az immuntesztet a HCV elleni antitestek minőségi meghatározásával rekombináns sejtekben, immunoblot eljárással ellenőrzik és HCV RNS polimeráz-láncreakcióval határozzák meg a fertőzés súlyosságát. Ha nincs RNS és az immunoblot teszt pozitív, a személy korábbi fertőzésen esett át, azonban kezeléssel vagy spontán módon meggyógyult, ha az immunoblot negatív, az immunteszt érvénytelen volt. A fertőzést követően hat-nyolc hétnek kell eltelnie ahhoz, hogy az immunteszt pozitív legyen.
A fertőzés kezdeti szakaszában a májenzimek változást mutathatnak; a számuk általában a fertőzést követő hetedik héten kezd emelkedni. A májenzimek és a betegség súlyossága közötti kapcsolat gyenge.

### Szövettani vizsgálat
A máj szövettani vizsgálatával megállapítható a májkárosodás mértéke, az eljárás azonban - mint minden szövetmintavétel (biopszia) - kockázatokkal jár. A szövettani vizsgálattal jellemzően a májszövet elváltozásai mutathatók ki, emellett rendellenességek találhatók a limfocitákban, a májkapu (porta hepatis) területének nyiroktüszőiben és az epeutakban. Számos olyan vérvizsgálat áll rendelkezésre, amellyel megkísérelhető a károsodás súlyosságának a meghatározása és annak érdekében, hogy minél kevésbé kelljen szövettani vizsgálathoz folyamodni.

### Szűrés
Az Egyesült Államokban és Kanadában a fertőzöttek mindössze 5 és 50 közötti százaléka van tudatában az állapotának. Az olyan magas kockázatcsoportba tartozók, mint a tetováltak esetében vizsgálatot javasolnak. A szűrés továbbá a magas májenzimszinttel rendelkező személyeknél is ajánlott, mivel a krónikus hepatitisnek gyakorta ez az egyedüli jele. Az Egyesült Államokban nem javasolt a rutinszűrés, de fontolgatják az 1945 és 1965 között született személyek egyszeri szűrését.

## Megelőzés
2011-ben a hepatitis C ellen még nem létezett védőoltás. A védőoltások fejlesztés alatt állnak, és egyes esetekben biztatóak az eredmények. Ezt azonban rendkívül megnehezíti a vírus nagyfokú változóképessége. Az olyan megelőzési stratégiák, mint a tűcsere-programok és a kábítószer-abúzus kezelése, együttes alkalmazásával a hepatitis C kockázata az intravénás droghasználók körében hozzávetőleg 75%-kal csökkenthető. Egyaránt fontos a véradók országos szintű szűrése és az egészségügyi intézményekben nemzetközileg előírt óvintézkedések betartása. Azokban az országokban, ahol nem elégséges a steril fecskendő ellátás, az egészségügyi szakembereknek a gyógyszereket injekció helyett szájon át kellene beadniuk.

## Kezelés
A HCV krónikus fertőzést okoz a fertőzött személyek 50 és 80 közötti százalékában. Az esetek 40 és 80 közötti százaléka kezeléssel gyógyítható. Ritka eset, hogy a fertőzés kezelés nélkül is elmúlik. A krónikus hepatitis C-ben szenvedő betegnek kerülnie kell az alkoholt és a májra nézve toxikus gyógyszert, és a beteget be kell oltani hepatitis A és hepatitis B ellen. Májzsugorban szenvedő betegnél ultrahangos vizsgálat ajánlott a májrák kimutatására.

### Gyógyszerek
Azoknak, akiknél a májrendellenességet bizonyítottan HCV okozta, kezelésre van szükségük. A kezelés jelenleg, a HCV típusától függően, 24 vagy 48 héten keresztül tartó pegilált interferon és egy vírusellenes gyógyszer, a ribavirin együttes alkalmazásából áll. A gyógyszeres kezelést követően a betegek 50 és 60 közötti százalékánál jelentős javulás tapasztalható. A boceprevirnek vagy a telaprevirnek a ribavirinnel és az alfa peginterferonnal történő együttes alkalmazása javítja a hepatitis C 1-es genotípus elleni választ. A kezelés gyakran jár mellékhatásokkal, a kezelt betegek fele az influenzához hasonló tüneteket, egyharmaduk pedig érzelmi problémákat mutat. A fertőzés utáni első hat hónapban alkalmazott kezelés hatékonyabb, mint azután, hogy a hepatitis C krónikussá válik. Ha valaki újrafertőződik és nyolc-tizenkét hét után nem sikerül kigyógyulnia, pegilált interferon alkalmazása ajánlott 24 hétig. A thalassemiában (az egyik vérbetegségben) szenvedő betegeknél a ribavirin alkalmazása hatásosnak tűnik, vérátömlesztésre lehet azonban szükség.

### Alternatív kezelés
Az alternatív gyógymódok hívei több kezelést is hatékonynak tartanak a hepatitis C kezelésében, többek között a máriatövis, ginzeng és ezüst-kolloid terápiát. Azonban semmilyen alternatív gyógymódról nem tudták eddig kimutatni, hogy javulást okozott a hepatitis C fertőzés kimenetelében, és nincs bizonyíték arra, hogy az alternatív gyógymódok hatnának egyáltalán a vírusra.

## Kilátások
A kezelésre adott válasz genotípusonként változik. A HCV 1-es genotípussal fertőzöttek esetében a 48 hetes kezelés alatt elért tartós vírusválasz 40 és 50% közötti. A 2-es és 3-as genotípussal fertőzött betegek esetében a 24 hetes kezelést követően 70 és 80% közötti tartós vírusválasz figyelhető meg. A 4-es genotípussal fertőzötteknél a 48 hetes kezelést követően a tartós vírusválasz 65%. Jelenleg a 6-os genotípus okozta megbetegedésnél alkalmazott kezelésről nincsenek konkrét bizonyítékok; az eddigi bizonyítékok a 48 hetes kezelésre vonatkoznak, amely megegyezik az 1-es genotípus által okozott betegség esetén alkalmazott adaggal.

## Epidemiológia

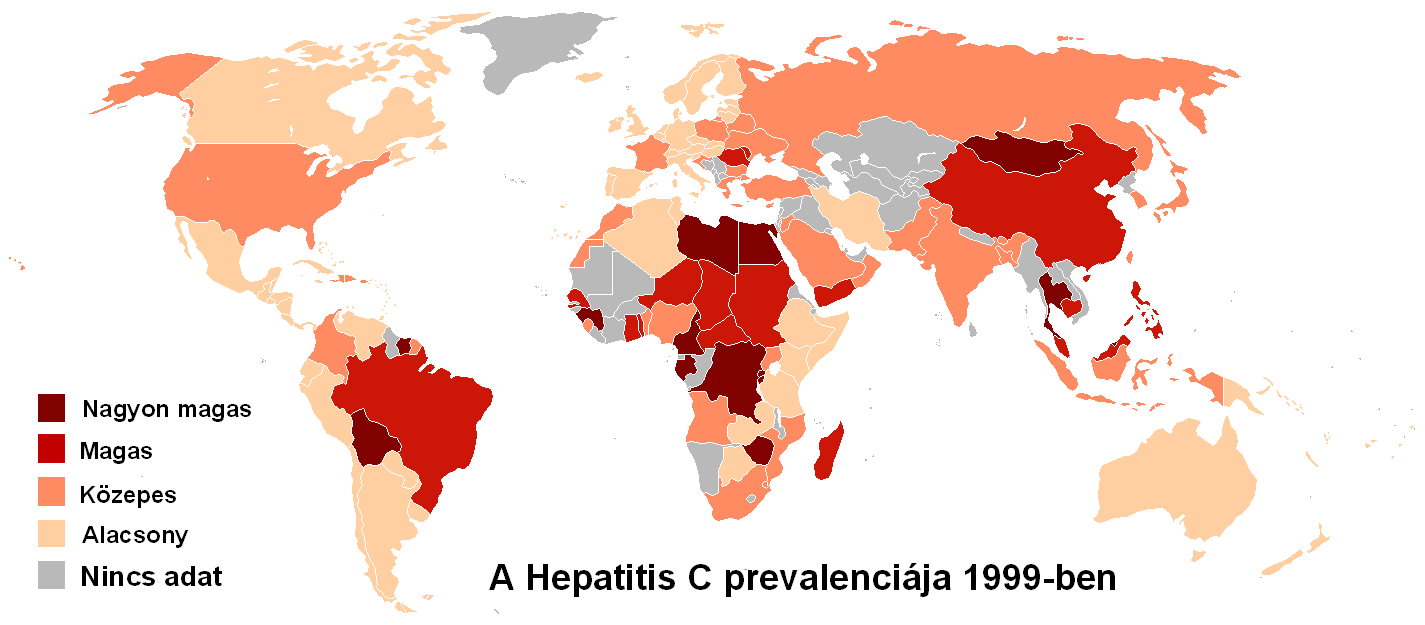
A hepatitis C elterjedése világszerte 1999-ben

A vírusfertőzöttekre korrigált életévek a hepatitis C esetében 2004-ben 100 000 lakosra vonatkoztatva
nincs adat
<10
10-15
15-20
20-25
25-30
30-35
35-40
40-45
45-50
50-75
75–100
>100

130 - 170 millió személy, azaz a világ népességének megközelítően 3%-a krónikus hepatitis C fertőzéssel él. Évente 3 és 4 millió közötti személy fertőződik meg és több mint 350 000-en halnak meg hepatitis C-vel kapcsolatos betegségben. A 20. században az intravénás droghasználat és az intravénás gyógyszerek alkalmazása, valamint a nem sterilizált orvosi eszközök használata következtében az arány jelentősen megnövekedett.
Az Egyesült Államokban a népesség 2%-a hepatitis C-fertőzött, és évente 35 000 és 185 000 fő közötti új esetet jegyeznek fel. Az arány csökkent annak köszönhetően, hogy Nyugaton javult a vérátömlesztés előtti szűrés az 1990-es években. Az Egyesült Államokban évente 8000 és 10 000 közötti személy hal meg HCV-fertőzésben. Ez a halálozási arány várhatóan növekedni fog, mivel a HCV vizsgálat előtt a vérátömlesztéssel fertőzött személyek megbetegednek és meghalnak.
Magyarországon a vírushordozók aránya 0,7 - 1,3%-ra tehető, és a HCV vírus okozta krónikus fertőzést évente 2000 - 4000 májzsugor kialakulásával és 600 májrákos esettel hozzák összefüggésbe.
Egyes afrikai és ázsiai országokban a fertőzés gyakorisága magasabb. A legmagasabb fertőzési gyakorisággal rendelkező országok Egyiptom (22%), Pakisztán (4,8%) és Kína (3,2%). Az egyiptomi magas arány összefüggésbe hozható a mára már beszüntetett vérmételyfertőzés kampányszerű tömeges kezelésével, amelynek során nem megfelelően sterilizált üvegfecskendőket használtak.

## A vírus felfedezésének története
Az 1970-es évek közepén Harvey J. Alter, az egyesült államokbeli Nemzeti Egészségügyi Intézet Transzfúziós osztálya Fertőző betegségek részlegének főorvosa, és kutatócsoportja kimutatta, hogy a legtöbb vérátömlesztést követő hepatitis esetet nem a hepatitis A- vagy B-vírus okozza (a betegséget ekkor non-A non-B hepatitis-nek - rövidítése NANB - nevezték el). A felfedezés ellenére a következő évtizedben a vírus azonosítását célzó nemzetközi kutatások nem jártak eredménnyel. 1987-ben Michael Houghton, Qui-Lim Choo és George Kuo a Chiron Corporation alkalmazottai és Dr. D.W. Bradley, az USA-beli Betegségfelügyeleti Központ munkatársának közreműködésével az ismeretlen organizmus azonosítására új molekuláris klónozást alkalmaztak és diagnosztizáló tesztet fejlesztettek ki. 1988-ban Alter megerősítette a vírus létezését azáltal, hogy nem-A és nem-B Hepatitis-mintasorozatokat tartalmazó tálcán kimutatja a vírus jelenlétét. 1989 áprilisában a Science két cikkében közölték a HCV felfedezését. A felfedezés eredményeként jelentősen javult a diagnosztizálás esélyei és a vírusellenes kezelések hatékonysága. 2000-ben Dr. Altert és Dr. Houghtont a klinikai orvosi kutatások Albert Lasker-díj ával tüntették ki „a hepatitis C-t okozó vírus felfedezéséért tett úttörő munkájukért, valamint a szűrési eljárások kifejlesztéséért, amely következtében az Egyesült Államokban a vérátömlesztéssel kapcsolatos fertőzések kockázata 1970-ben 30%-ról 2000-ben gyakorlatilag nullára csökkent.”
A Chiron számos szabadalmi kérelmet nyújtott be a vírussal és diagnosztizálásával kapcsolatban. 1990-ben ejtettek egy, a Betegségfelügyeleti Központ által benyújtott konkurens szabadalmi kérelmet, miután Chiron a Betegségfelügyeleti Központnak 1,9 millió, Bradleynek pedig 337 500 dollárt fizetett. 1994-ben Bradley beperelte a Chiront, a szabadalom hatályon kívüli helyezését követelve, önmagát társfeltalálónak foglalta bele a kérelembe és kártérítést, valamint jogdíjbevételt kért. Miután a fellebbviteli bíróságon elvesztette a pert, 1998-ban ejtette a keresetet.
2020-ban Harvey Alternek, Michael Houghtonnak and Charles Rice-nak ítélték az fiziológiai és orvostudományi Nobel-díjat a vírus felfedezéséért.

## Társadalom és kultúra
A Hepatitis Világszövetség minden év július 28-án rendezi meg a Hepatitis világnapot. A hepatitis C jelentős gazdasági terhet ró az egyénre és a társadalomra egyaránt. Az Egyesült Államokban a betegség átlagos, egész életre szóló költségét 33 407 dollárra becsülték 2003-ban, amely 2011-ben a májátültetés költségével együtt megközelítően 200 000 dollárt tett ki. Kanadában egy vírus elleni kezeléssorozat ára 2003-ban 30 000 dollár volt, míg 1998-ban az Egyesült Államokban a költségek 9200 és 17 600 dollár közé tehetőek. A világ sok részén az emberek nem engedhetik meg maguknak a vírus elleni kezelést, mivel nincs biztosításuk vagy ha van is, az nem terjed ki a vírus elleni gyógyszerekre.

## Kutatás
2011-ben a Hepatitis C okozta megbetegedés kezelésére hozzávetőleg száz gyógyszer állt fejlesztés alatt. A gyógyszerek közé tartoznak a hepatitis-védőoltások, az immunomodulátorok és a ciklofilin-gátlók. Ezek a potenciálisan új kezelési módok a hepatitis C-vírus alaposabb megismerésének köszönhetően jöttek létre.

## Fordítás
- Ez a szócikk részben vagy egészben  a   Hepatitis C című egyszerűsített angol Wikipédia-szócikk ezen változatának fordításán alapul.  Az eredeti cikk szerkesztőit annak laptörténete sorolja fel. Ez a jelzés csupán a megfogalmazás eredetét és a szerzői jogokat jelzi, nem szolgál a cikkben szereplő információk forrásmegjelöléseként.